# دارالعلوم دیوبند
دارالعلوم دیوبند بزرگترین و قدیمی‌ترین دانشگاه یا مدرسه‌اسلامی در شبه قاره هند است. این مدرسه در شهر دیوبند در ایالت اوتار پرادش در حد واسط بین شهرهای مظفرنگر و ساهارانپور قرار گرفته‌است. بعضی بر این اعتقادند که این مدرسه بزرگترین حوزه علمیه در آسیا است. این مدرسه توسط علما و نخبگان هندوستان از جمله: محمد قاسم النانوتوی، رشید احمد گنگویی، ذوالفقار علی دیوبندی و شیخ حاج عابد حسین تأسیس شد.

## نظام آموزشی
نظام آموزشی این مدرسه بر پایه اصول فقه حنفی تدریس می‌شود.

### مدرن سازی
نانوتوی طی سمینارهای متعدد با اساتید و علمای دینی توانست روش‌های مدرن یادگیری و آموزش را در کلاس‌های درس را پایه‌گذاری نماید. وی نظام آموزشی سنتی را به یک نظام مدون آموزشی دقیق تبدیل نماید. به دلیل کثرت فرهنگی و قومی در شبه قاره هند اکثر دروس عمومی بر پایه زبان‌های اردو، عربی و فارسی برنامه‌ریزی شده‌است.

### دوره‌های تحصیلی

#### دوره ابتدایی
پنج سال نخست تحصیل، دانشجو شروع به فراگیری زبان‌های اردو، عربی، پشتو؛ فارسی و انگلیسی می‌نماید.
اکثریت اساتید آن از زبان اوردو وپشتو میباشد

#### دوره متوسطه
در این دوره دانشجو شروع به حفظ قرآن کریم نموده و این دوره بین دو تا چهار سال به طول می‌انجامد.

#### دوره کارشناسی
در این دوره دانشجو می‌بایستی در یکی از دو رشته قواعد (تجوید) یا رشته حفظ (لحن و صوت) به تحصیل بپردازد.

#### دوره تکمیلی
در این دوره که دوره فضیلت مشهور است افراد به مطالعه و یادگیری قرائت‌های هفتگانه و دهگانه قرآن می‌پردازند و در پایان به آنان مدرک تحصیلی کارشناسی ارشد اعطا می‌شود. پس از اتمام این دوره به عنوان «مولوی» مفتخر می‌گردند.

#### دوره تخصصی
تقریباً یک چهارم دانشجویان بعد از دوره فضیلت یا کارشناسی ارشد، برای مطالعه و تحقیق تخصصی به دوره حدیث وارد می‌شوند. این دوره کاملاً پیشرفته بوده و شامل دروس فقه و حقوق الهی، ادبیات عربی و پشتو، علوم حدیث است. معمولاً به فارغ‌التحصیلان عنوان مفتی اعطا می‌شود.
دارالعلوم حقانی
دارالعلوم حقانی (اردو: دارالعلوم حقانیه) نام حوزه علمیه اسلامی واقع در شهر اکوره ختک ایالت خیبر پختونخوا افغانستان جنوبی است. این مدرسه اسلامی مبلغ عقاید جنبش دیوبندی از شاخه‌های مذهب سنی است و در راستای اهداف و افکار دارالعلوم دیوبند تأسیس شد.